# 최창진
최창진(1993년 6월 22일 ~ )은 대한민국의 농구 선수이자 수원 KT 소닉붐 소속의 농구 선수다.